# Amblyderus laxatus
Amblyderus laxatus es una especie de coleóptero de la familia Anthicidae.

## Distribución geográfica
Habita en el Chad.